# Imigrantka (film)
Imigrantka (ang.: The Immigrant) – amerykański melodramat z 2013 roku w reżyserii Jamesa Graya.

## Obsada
- Marion Cotillard jako Ewa Cybulska
- Joaquin Phoenix jako Bruno Weiss
- Jeremy Renner jako magik Orlando
- Dagmara Domińczyk jako Belva
- Jicky Schnee jako Clara
- Jelena Sołowiej jako Rosie Hertz
- Maja Wampuszyc jako Edyta
- Ilia Volok jako Wojtek
- Angela Sarafyan jako Magda Cybulska
- Antoni Corone jako Thomas MacNally
- Peter McRobbie jako dr Knox
- Kevin Cannon jako misjonarz
- Sofia Black-D’Elia jako „Nie Magda”

## Odbiór

### Reakcja krytyków
Film spotkał się z pozytywną reakcją krytyków. W agregatorze recenzji Rotten Tomatoes 85% z 114 recenzji uznano za pozytywne, a średnia ocen wystawionych na ich podstawie wyniosła 7,50. Z kolei w agregatorze Metacritic średnia ważona ocen z 34 recenzji wyniosła 77 punktów na 100.